# French Postcards
Pour plus de détails, voir Fiche technique et Distribution.
French Postcards est un film franco-germano-américain réalisé par Willard Huyck, sorti en 1979.

## Synopsis
Un groupe de jeunes Américains, garçons et filles, vient à Paris pour étudier. L'un d'eux tombe amoureux de la femme du directeur, Albert Tessier. Un autre séduit une étudiante française, vendeuse dans une librairie.

## Fiche technique
- Titre original et français : French Postcards
- Réalisation : Willard Huyck
- Scénario : Willard Huyck et Gloria Katz
- Photographie : Bruno Nuytten
- Montage : Carol Littleton
- Musique : Lee Holdridge
- Pays de production :  France -  Allemagne de l'Ouest -  États-Unis
- Langue originale : anglais
- Genre : comédie dramatique
- Date de sortie : 1979

## Distribution
- Miles Chapin (en) : Joel
- Blanche Baker : Laura
- David Marshall Grant : Alex
- Valérie Quennessen : Toni
- Debra Winger : Melanie
- Mandy Patinkin : Sayyid
- Marie-France Pisier : Madame Catherine Tessier
- Jean Rochefort : Monsieur Tessier
- Lynn Carlin : Mrs. Weber
- George Coe : Mr. Weber
- Christophe Bourseiller : Pascal
- François Lalande : Monsieur Levert
- Anémone : Christine
- Véronique Jannot : Malsy
- Marie-Anne Chazel : Cécile
- André Penvern : Jean-Louis
- Patrick Fierry : Jean-Claude
- Jean-Pierre Kohut-Svelko : Photographe
- Jacques Rispal
- Gloria Katz